# Phòng thủ sinh học
Phòng thủ sinh học đề cập đến các biện pháp khôi phục an toàn sinh học cho một nhóm các sinh vật đang hoặc có thể bị các mối đe dọa sinh học hoặc các bệnh truyền nhiễm. Phòng thủ sinh học thường được thảo luận trong bối cảnh chiến tranh sinh học hoặc khủng bố sinh học, và thường được coi là một thuật ngữ phản ứng quân sự hoặc khẩn cấp.
Phòng thủ sinh học áp dụng cho hai quần thể mục tiêu riêng biệt: người dân không chiến đấu và chiến binh quân sự (quân đội trên chiến trường).  Bảo vệ nguồn cung cấp nước và nguồn cung cấp thực phẩm thường là một phần quan trọng của phương pháp sinh học.

## Quân đội

### Quân lính trên chiến trường
Sinh học quân sự ở Hoa Kỳ bắt đầu với Đơn vị Y tế Quân đội Hoa Kỳ (USAMU) tại Fort Detrick, Maryland, vào năm 1956.  (Ngược lại với Mỹ Army sinh học Warfare Laboratories [1943-1969], cũng tại Fort Detrick, sứ mệnh của USAMU là hoàn toàn để phát triển các biện pháp phòng thủ chống lại tác nhân sinh học, như trái ngược với sự phát triển vũ khí.) USAMU đã bị hủy bỏ vào năm 1969 và được nối tiếp bằng Viện nghiên cứu y học truyền nhiễm quân đội Hoa Kỳ ngày nay (USAMRIID).
Bộ Quốc phòng Hoa Kỳ (hay "DoD") đã tập trung ít nhất từ năm 1998 vào việc phát triển và ứng dụng các biện pháp bảo vệ sinh học dựa trên vắc-xin.  Trong một báo cáo tháng 7 năm 2001 do DoD ủy quyền, "các sản phẩm quan trọng của DoD" đã được tuyên bố là vắc-xin chống bệnh than (AVA và thế hệ tiếp theo), bệnh đậu mùa, bệnh dịch hạch, bệnh sốt thỏ, botulinum, ricin và viêm não ngựa.  Lưu ý rằng hai trong số các mục tiêu này là độc tố (botulinum và ricin) trong khi phần còn lại là các tác nhân truyền nhiễm.

## Dân thường

### Vai trò của giám sát sức khỏe cộng đồng và bệnh tật
Điều quan trọng cần lưu ý là tất cả các sinh vật vũ khí sinh học cổ điển và hiện đại là các bệnh động vật, ngoại lệ duy nhất là bệnh đậu mùa.  Do đó, trong bất kỳ việc sử dụng vũ khí sinh học nào, rất có khả năng động vật sẽ bị bệnh đồng thời hoặc có thể sớm hơn con người.
Thật vậy, trong vụ tai nạn vũ khí sinh học lớn nhất được biết đến là sự bùng phát bệnh than ở Sverdlovsk (nay là Yekaterinburg) ở Liên Xô năm 1979, cừu bị bệnh than ở cách điểm phát tán của mầm bệnh từ một cơ sở quân sự ở phía đông nam 200 km một phần của thành phố (được gọi là Compound 19 và vẫn còn giới hạn đối với du khách ngày nay, xem rò rỉ bệnh than Sverdlovsk).
Do đó, một hệ thống giám sát mạnh mẽ liên quan đến bác sĩ lâm sàng ở người và bác sĩ thú y có thể xác định một cuộc tấn công sinh học sớm trong quá trình dịch bệnh, cho phép điều trị dự phòng bệnh ở đại đa số người (và/hoặc động vật) bị phơi nhiễm nhưng chưa bị bệnh.
Ví dụ, trong trường hợp mắc bệnh than, có khả năng đến 24 giờ 36 giờ sau một cuộc tấn công, một số phần trăm nhỏ của những người (những người có hệ thống miễn dịch bị tổn thương hoặc đã nhận được một lượng lớn sinh vật do gần điểm phát hành) sẽ bị bệnh với các triệu chứng và dấu hiệu cổ điển (bao gồm cả phát hiện X-quang ngực gần như duy nhất, thường được các quan chức y tế công cộng công nhận nếu họ nhận được báo cáo kịp thời).  Bằng cách cung cấp những dữ liệu này cho các quan chức y tế công cộng địa phương trong thời gian thực, hầu hết các mô hình dịch bệnh than chỉ ra rằng hơn 80% dân số bị phơi nhiễm có thể được điều trị bằng kháng sinh trước khi có triệu chứng và do đó tránh được tỷ lệ tử vong cao ở mức độ vừa phải.